# Cantonul Tartas-Est
Cantonul Tartas-Est este un canton din arondismentul Dax, departamentul Landes, regiunea Aquitania, Franța.

## Comune
- Audon
- Carcarès-Sainte-Croix
- Gouts
- Lamothe
- Le Leuy
- Meilhan
- Souprosse
- Tartas (parțial, reședință)